# TuxWordSmith
TuxWordSmith é um logo de palavras multilinguagem similar ao Scrabble no qual os usuários jogam contra Tux, o mascote do Linux. O jogo é distribuído com mais de 80 dicionários de tradução de um idioma para outra, cortesia do projeto XDXF. Os jogadores se revezam enviando palavras em um idioma e, se aquela palavra for válida (isto é, ocorre dentro do dicionário correspondente), então sua definição em outro idioma é exibida. O recurso padrão é o dicionário Webster para um jogo estritamente em Inglês, e muito similar ao Scrabble.

## Recursos especiais
- Suporte para os caracteres gregos, chineses e russos através do Unicode;
- A distribuição das letras é computada dinamicamente, baseada na frequência de ocorrências dentro de cada dicionário;
- É possível configurar o limite superior do comprimento de palavras usadas pelo personagem oponente Tux;
- Projeto independe de plataforma (Linux, Windows, Mac OS X, BeOS);
- Personagem Tux animado;
- Ladrilhos animados ganham vida mediante uma resposta correta;
- Painel gráfico de configurações administrativas opcional (usa wxPython).
- Modo protetor de tela/demonstrativo;
- Exibição opcional de fogos de artifício ao iniciar o programa;
- Modos de 0 (demonstração), 1 e 2 jogadores.

## História
Historicamente, o TuxMathScrabble veio primeiro (cerca de 2001). Utilizando os recursos de linguagem oferecidos pelo projeto XDXF, foi possível criar essa aplicação "irmã" do TuxMathScrabble. De acordo com o autor, a intenção do projeto não era reproduzir o Scrabble, mas estender o TuxMathScrabble. A primeira versão do TuxWordSmith foi feita em 2006.

## Ligações Externas
- Página oficial do TuxWordSmith
- Página oficial do  TuxMathScrabble
- Página da Asymptopia Software
- Baixar código fonte e executáveis de todos os programas da Asymptopia Software